# Estadio Jankendi
El Estadio Jankendi (en azerí: Xankəndi şəhər stadionu) o Estadio Stepanakert(en armenio: Ստեփանակերտի Մարզադաշտ);  es un estadio de usos múltiples totalmente dispuesto con asientos en Jankendi, Azerbaiyán. Durante la república de Artsaj, se utilizó para partidos de fútbol y como el estadio del equipo de fútbol nacional no reconocido por la FIFA de Nagorno Karabaj y el Lernayin Artsaj FC de Stepanakert.
El estadio fue construido entre 1955 y 1956. Fue inaugurado oficialmente en 1956 como el Estadio Iósif Stalin. Más tarde, el nombre fue cambiado a Estadio Stepán Shaumián. El estadio fue totalmente renovado en el 2004-2005, cuando se convirtió en un estadio equipado con asientos en todas sus secciones con una capacidad de 12 000 espectadores y se renombró estadio Stepanakert hasta que el gobierno azerí tomó control de la ciudad y lo renombró como estadio Jankendi.